# 布蘭斯康 (加利福尼亞州)
布蘭斯康（英語：Branscomb）是位於美國加利福尼亞州門多西諾縣的一個非建制地區。該地的面積和人口皆未知。

## 地理
布蘭斯康的座標為39°39′13″N 123°37′32″W / 39.65361°N 123.62556°W，而該地的平均海拔高度為477米（即1565英尺）。